# Ивановское художественное училище
Ивановское художественное училище имени М. И. Малютина — среднее специальное учебное заведение в городе Иваново, готовящее специалистов в области живописи, скульптуры, графики.

## История
Начало художественному образованию в городе положила открытая 1 февраля 1898 года Рисовальная школа, являвшася филиалом Санкт-Петербургского центрального училища технического рисования барона А. Н. Штиглица.
В 1928 году при Иваново-Вознесенском отделении Ассоциации художников революционной России (АХРР) были организованы художественные курсы, на базе которых в 1930 году был открыт художественно-педагогический техникум, переименованный позднее в художественное училище. Первый выпуск состоялся уже в 1932 году: техникум окончило 18 художников-педагогов. Второй выпуск — в 1935 году.
Среди организаторов училища был художник А. М. Кузнецов (1895—1963), который вместе с коллегами-художниками М. С. Пыриным, Н. П. Секириным, И. Н. Нефёдовым, Н. Г. Буровым, Н. Н. Мельниковым (1899—1969), В. П. Леоновым и другими положили много сил и творческой энергии в дело становления училища. Кузнецов преподавал в училище до 1948 года, а затем стал профессором Московского государственного художественного института имени В. И. Сурикова
Среди педагогов училища разных лет были: заслуженный художник России Л. Г. Петров; народные художники СССР супруги В. В. Родионов и Н. П. Родионова, народные художники Российской Федерации Е. А. Грибов и М. С. Агеев, заслуженный художник РСФСР В. А. Фёдоров, заслуженный учитель РСФСР художник С. Н. Троицкий и многие другие.
В 1967 году для училища были построены новые здания.
В 2002 году указом губернатора Ивановской области В. И. Тихонова училищу было присвоено имя народного художника РСФСР М. И. Малютина.

## Учебный процесс
Ежегодный план приема составляет 48 человек. Училище проводит подготовку по специальностям:
- «Живопись» (специализация «Станковая живопись»)
- «Дизайн» (специализация «Дизайн среды», «Дизайн графической продукции», «Предметный дизайн»)
- «Декоративно-прикладное искусство и народные промыслы» (действует с 1992 года; специализации — «Художественная роспись ткани», «Художественная керамика»)[4].

В 1967 году, помимо педагогического, открылись два новых отделения — оформительское (специализации — «Промышленная графика и реклама», «Декоративное оформление») и отделение художественного конструирования изделий бытового назначения из металлов и пластмасс.
С 2010-х годов училище испытывает нехватку молодых натурщиков, имеются сложности с кадровым составом преподавателей.
Студенты и преподаватели училища активно участвуют в международных, всероссийских, зональных, республиканских и персональных выставках. Училище также является организатором и участником регионального творческого лагеря юных и молодых художников «Волжский художник».
Училище участвует в Федеральной целевой программе «Культура России» с проектами «Ступени к мастерству» и «Дизайн в действии», в молодёжных Дельфийских играх России, в областной целевой программе «Одарённые дети», в форуме «Таврида»; вносит свой вклад в программу поддержки стипендиатов Министерства культуры, участвует в Международных проектах «Большое чтение», Международный кинофестиваль имени Андрея Тарковского «Зеркало».

## Директора
- Данилевский, Александр Васильевич
- 1970—1976 — Спирин, Игорь Александрович
- 1990-е — Мезер, Василий Васильевич
- 2000—2002 — Жестарёв, Андрей Игоревич
- 2003—2011 — Комарова Ирина Ивановна[9]
- 2011—2013 — Миронов Владимир Алексеевич
- с 2015 — Тагунов, Максим Олегович[10]

## Выпускники
См. также Выпускники Ивановского художественного училища
На 2017 год училищем было выпущено более 2000 квалифицированных специалистов.
Среди выпускники училища предвоенных лет — заслуженный деятель искусств РСФСР, член-корреспондент Академии художеств, лауреат Государственной премии профессор К. М. Максимов, народный художник России, лауреат Государственной премии М. И. Малютин, заслуженный художник России Л. Г. Петров и окончившие училище позднее народные и заслуженные художники России — Е. А. Грибов, супруги В. В. Родионов и Н. П. Родионова, В. А. Фёдоров, А. Е. Денисов, заслуженный художник Республики Коми В. С. Шустов, народный художник Эстонской ССР Н. И. Кормашов многие другие.
Также среди выпускников есть Герои Советского Союза, защищавшие страну в годы Второй мировой войны — летчик М. П. Ступишин и артиллерист А. А. Тяпушкин.
Также среди окончивших училище — главный художник города Иваново (1977—1981) А. А. Шарабаев (выпуск 1971 года), заслуженный художник России В. А. Бычков.